# A.W. Just
Withold Arthur Just, alias A.W. Just, (Blois, 25 avril 1850 -  Blois, 28 décembre 1928) est un peintre-céramiste de la fin du XIXe siècle à Blois. Pendant une vingtaine d'années il fut l'un des principaux peintres-décorateurs dans l'atelier de Josaphat Tortat (1843 -1915) avant d'en prendre la succession en 1891.

## Biographie
Withold Arthur Just, fils d'André Just et de Constance Baudois, est né le 25 avril 1850 à Blois (Loir-et-Cher). Il est déclaré de nationalité polonaise par le droit du sang.
En effet son père André, né le 4 décembre 1807 à Olkusz, Palatinat de Cracovie, Pologne, fils d'Antoine Just et d'Anne Krzyzanoswska, ex sous-officier dans la Cavalerie de l'armée polonaise au 4e Régiment des Lanciers, avait trouvé refuge en France en juin 1832, comme de nombreux compatriotes, à la suite de l'échec des insurrections de 1830 et 1831 contre l'armée russe. D'abord dirigé vers le dépôt de Bourges, sa demande de transfert de résidence obligée à Blois lui fut accordée le 18 juillet 1836. Le 17 septembre 1838  André Just se maria avec une blésoise, Constance Baudois (1815-1890), qui lui donnera huit enfants, Withold Arthur en étant le cadet.

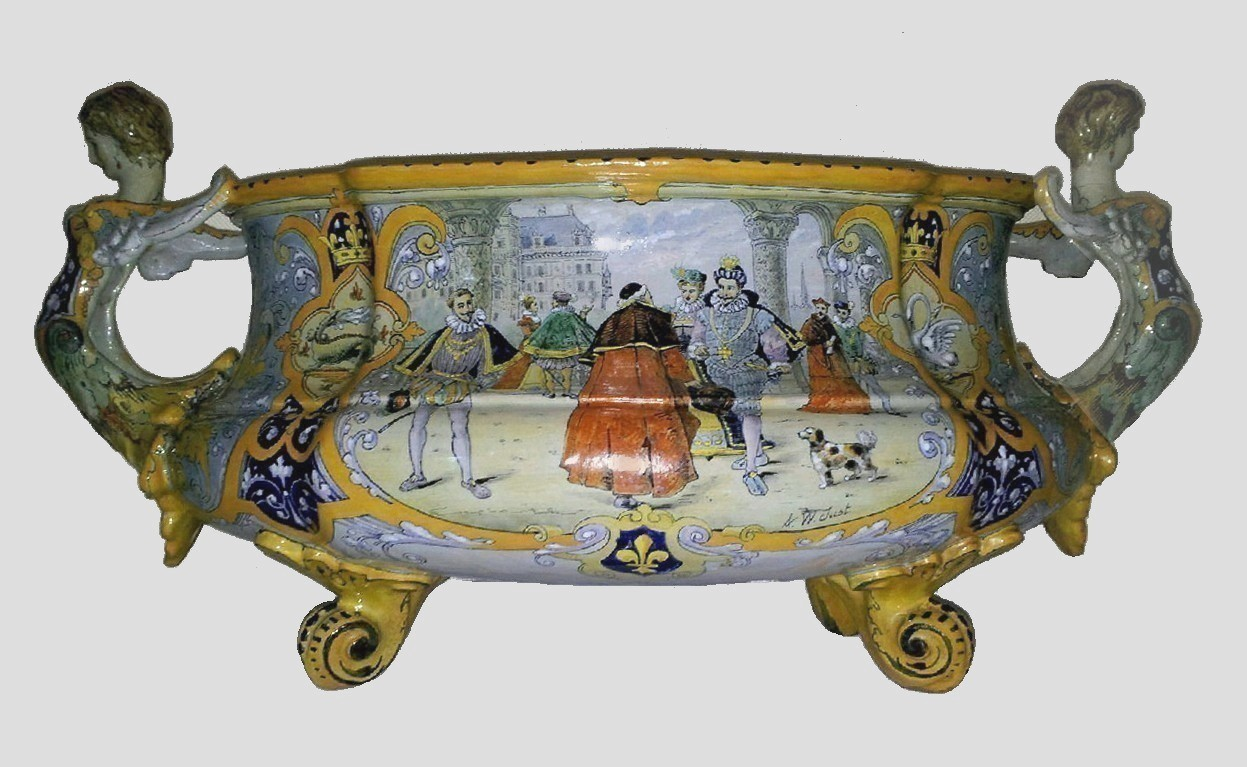
Cartouche décoré par A.W. Just, rencontre de Henri III et du cardinal de Lorraine, sur une jardinière de Josaphat Tortat.

Employé par Josaphat Tortat en 1872, Arthur Just quitte le foyer parental vers 1873 pour vivre aux côtés de Clémence Persillet qu'il a rencontrée quelques années plus tôt. De leur vie commune hors mariage vont naître quatre filles déclarées de père inconnu. Ce n'est qu'au lendemain du décès de ses parents qu'il se marie avec Clémence Persillet le 8 juillet 1891. Les filles de Clémence, toutes de nationalité française par filiation maternelle, sont alors reconnues et légitimées par Arthur Just.
Après 20 ans de collaboration avec Josaphat Tortat et quelques années d'activité à son propre compte, Arthur Just meurt à Blois le 22 décembre 1928.

## A.W. Just, collaborateur de Josaphat Tortat

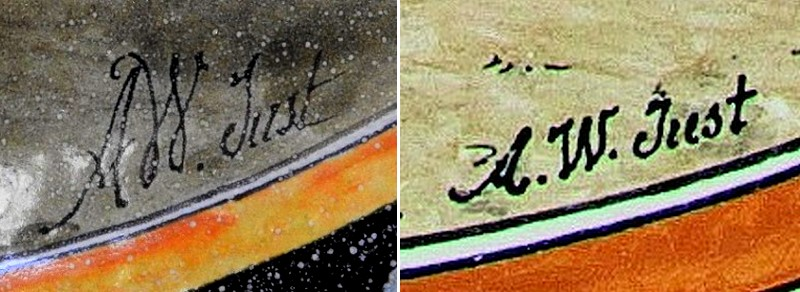
Signatures d'A.W. Just dans le motif

Arthur Just s'engage très tôt vers des activités artistiques et, dès l'âge de 16 ans, il est déclaré comme ayant une activité de peintre. En 1872 il est recruté par Josaphat Tortat, peintre céramiste qui excellait dans les ornements mais préférait confier les scènes de paysages ou de personnages a istoriato à quelques peintres-décorateurs plus habiles que lui dans ce domaine. Arthur Just devient très vite indispensable à la marche de l'atelier : la qualité et la précision du dessin souvent signé A.W. Just dans le motif mettent en valeur quelques belles faïences à la marque exclusive de J. Tortat.
A titre individuel, il reçoit néanmoins un certain nombre de récompenses  aux côtés de Josaphat Tortat sans pour autant retenir l'attention des journalistes qui ne citent que le nom de Tortat, laissant Arthur Just dans l'ombre de son employeur : médaille d'honneur à Orléans en 1876, médaille de bronze au Mans en 1880, médaille d'argent à Tours en 1881, médaille de vermeil à l'exposition des Beaux-arts de Blois en 1883 et médaille de bronze à l'Exposition universelle d'Anvers de 1885.

## A.W. Just, successeur de Josaphat Tortat

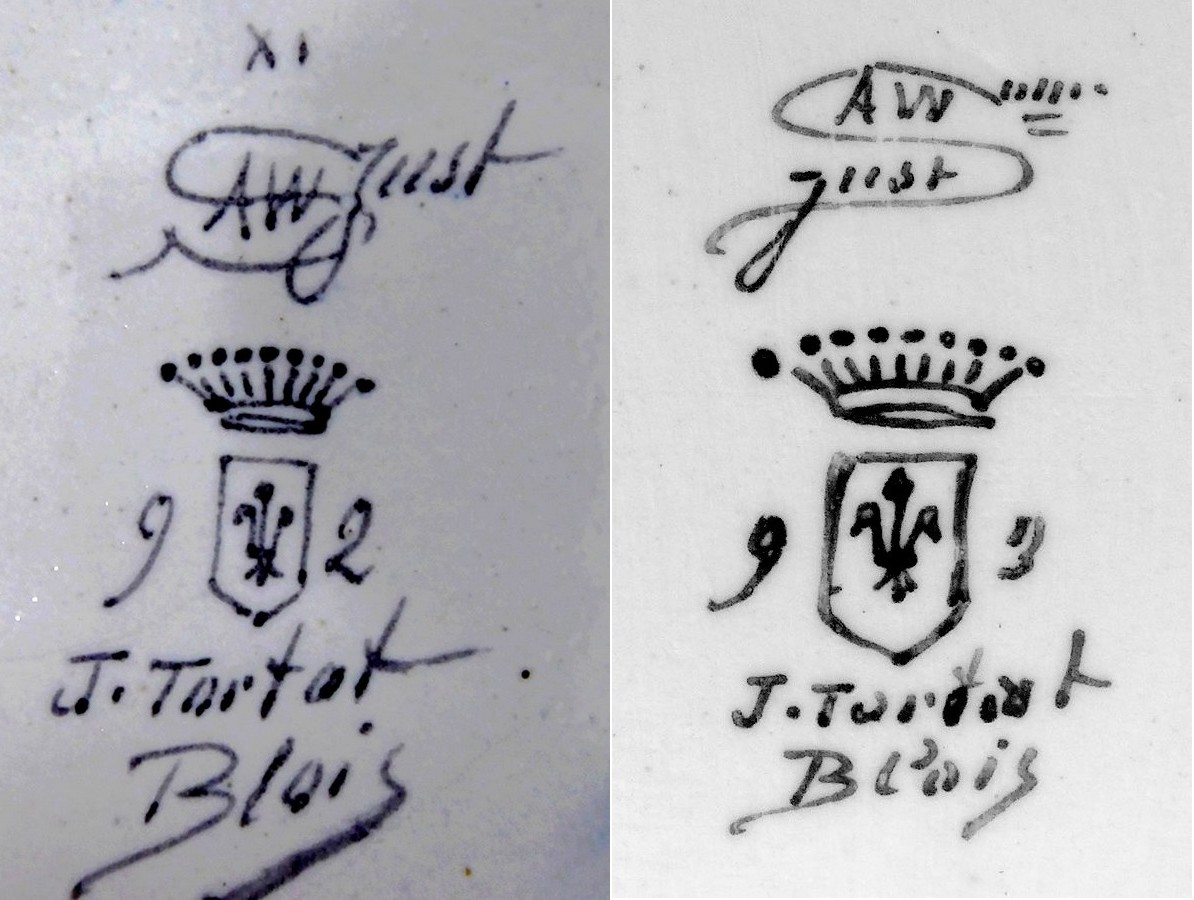
Marques d'A.W. Just

Après le changement d'activité de Josaphat Tortat et son départ de Blois en 1891, Arthur Just continue à produire quelques faïences en utilisant les stocks de formes de l'atelier et en ayant recours à un four de location. La notoriété de Josaphat Tortat reste telle qu'Arthur Just choisit de conserver sur ses productions la marque J. Tortat à laquelle il adjoint à partir de 1892 une annotation A.W. Just S puis A.W. Just Seur  en tête de marque. 

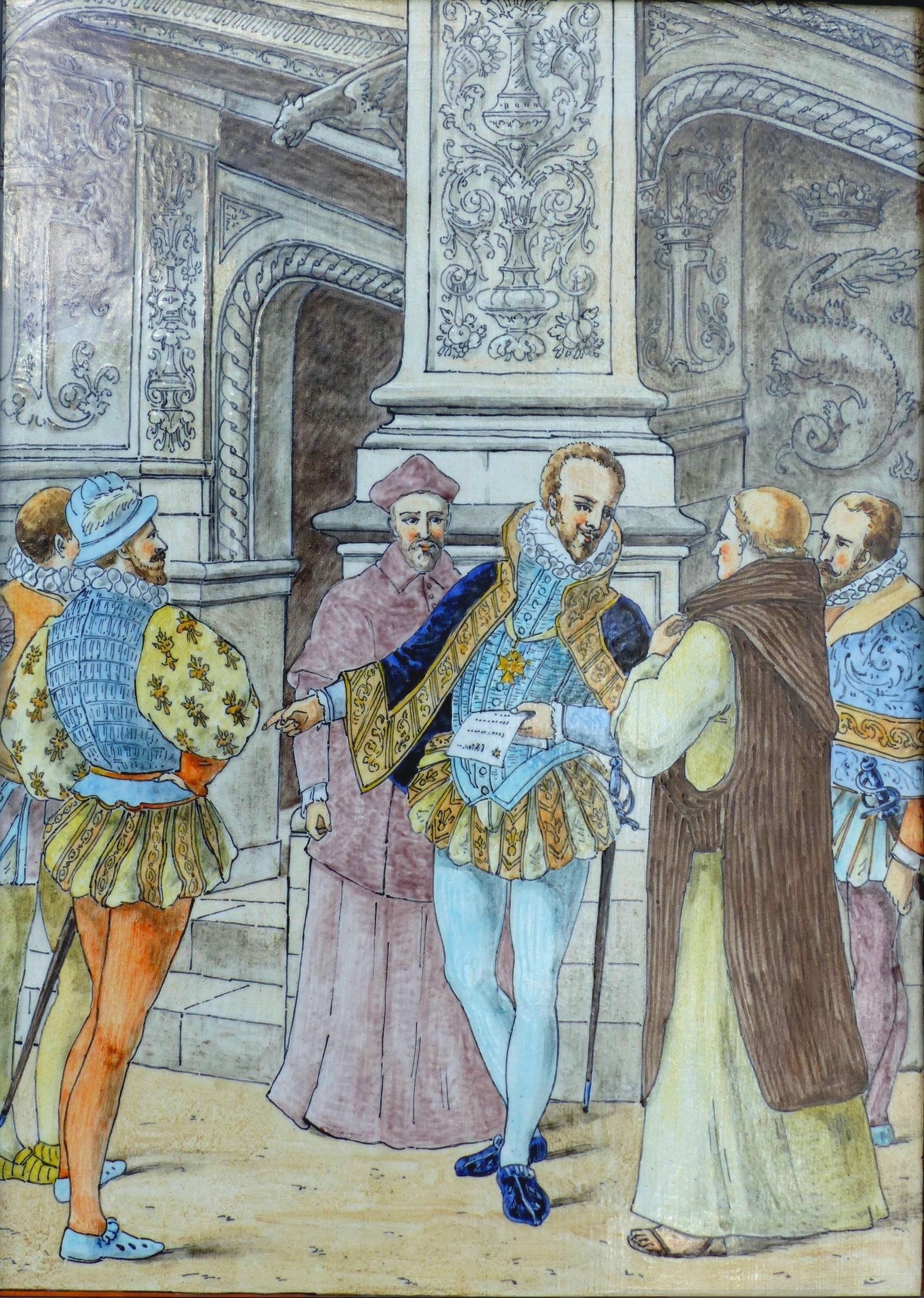
plaque de faïence décorée par A.W. Just en 1893

La discrétion de la mention Seur, souvent peu lisible, fait qu'elle est fréquemment ignorée et bon nombre des faïences d'Arthur Just sont ainsi malencontreusement attribuées à Josaphat Tortat dont la marque reste prépondérante. Petit à petit il abandonne la production de formes originales de faïences pour se consacrer à la réalisation de véritables petits tableaux sur des plats ou de simples plaques.
Dans la continuité de Josaphat Tortat et jusqu'à son décès, Arthur Just commercialise ses faïences par l'intermédiaire de dépôts à Blois. Il est difficile d'évaluer cette production car ses faïences ont souvent été assimilées à celles de Josaphat Tortat mais elle peut être estimée à 1000 à 1500 pièces.

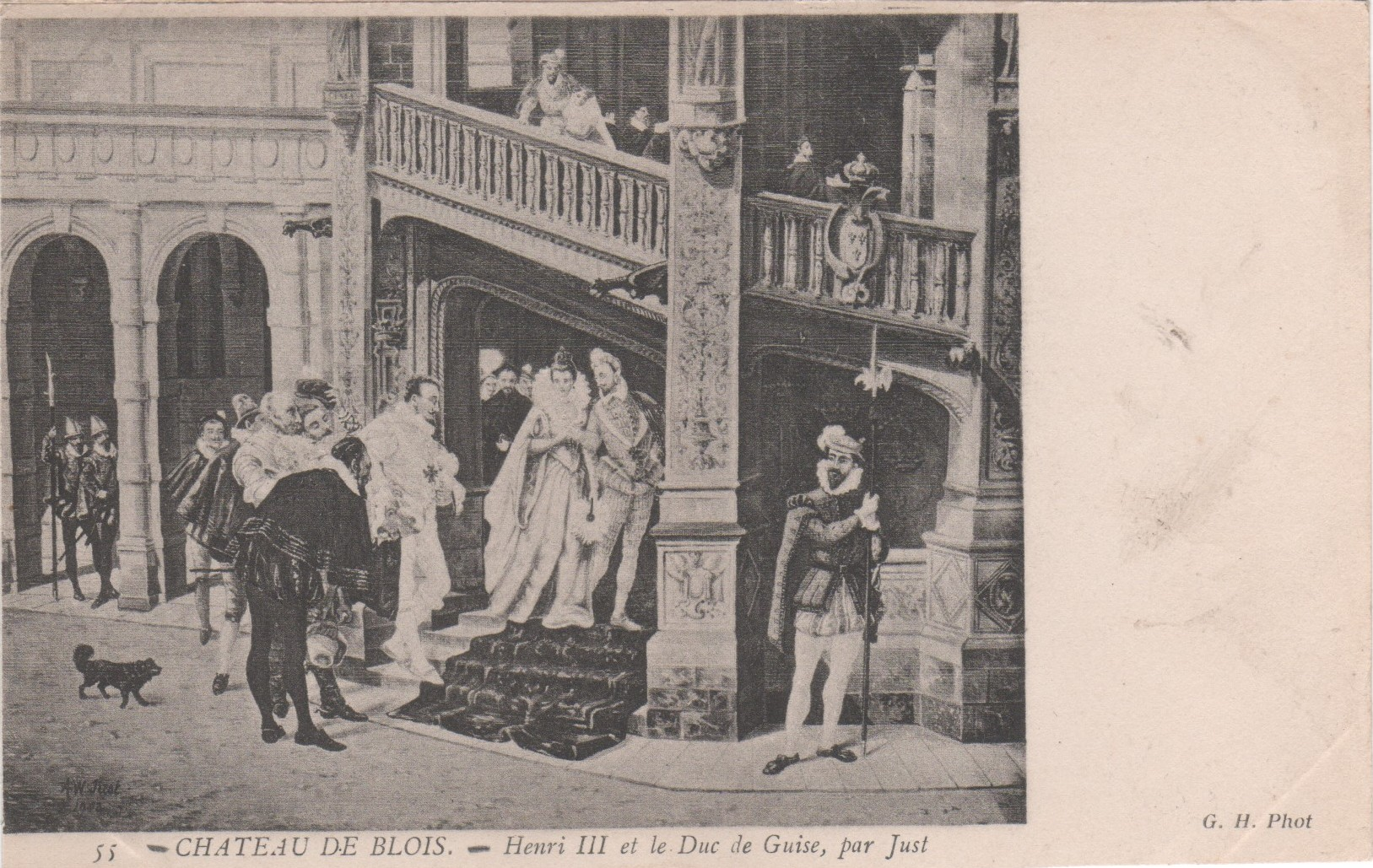
carte postale ancienne inspirée d'un tableau d'A.W. Just en 1903

Cependant, à partir de 1894, Arthur Just ne peut faire face à la concurrence commerciale d'Emile Balon. Meilleur peintre-dessinateur que céramiste, il diminue progressivement sa fabrication de faïences  pour orienter son travail vers la décoration de bibelots, de terres cuites peintes ou vernissées, de dessins, de petits tableaux  et de divers objets de souvenir du château de Blois. 